# Francesca Bortolozzi-Borella
Francesca Bortolozzi-Borella (nacida como Francesca Bortolozzi, Padua, 4 de mayo de 1968) es una deportista italiana que compitió en esgrima, especialista en la modalidad de florete. Está casada con el esgrimidor Andrea Borella.
Participó en tres Juegos Olímpicos de Verano, obteniendo en total tres medallas, las tres por equipos: plata en Seúl 1988 (junto con Annapia Gandolfi, Lucia Traversa, Dorina Vaccaroni y Margherita Zalaffi), oro en Barcelona 1992 (con Diana Bianchedi, Giovanna Trillini, Dorina Vaccaroni y Margherita Zalaffi) y oro en Atlanta 1996 (con Giovanna Trillini y Valentina Vezzali).
Ganó ocho medallas en el Campeonato Mundial de Esgrima entre los años 1987 y 1995.

## Palmarés internacional
| Juegos Olímpicos   | Juegos Olímpicos         | Juegos Olímpicos  | Juegos Olímpicos    |
| Año                | Lugar                    | Medalla           | Prueba              |
| ------------------ | ------------------------ | ----------------- | ------------------- |
| 1988               | Seúl (Corea del Sur)     | Medalla de plata  | Florete por equipos |
| 1992               | Barcelona (España)       | Medalla de oro    | Florete por equipos |
| 1996               | Atlanta (Estados Unidos) | Medalla de oro    | Florete por equipos |
| Campeonato Mundial |                          |                   |                     |
| Año                | Lugar                    | Medalla           | Prueba              |
| 1987               | Lausana (Suiza)          | Medalla de bronce | Florete por equipos |
| 1989               | Denver (Estados Unidos)  | Medalla de bronce | Florete por equipos |
| 1991               | Budapest (Hungría)       | Medalla de oro    | Florete por equipos |
| 1993               | Essen (Alemania)         | Medalla de oro    | Florete individual  |
| 1993               | Essen (Alemania)         | Medalla de bronce | Florete por equipos |
| 1994               | Atenas (Grecia)          | Medalla de plata  | Florete por equipos |
| 1994               | Atenas (Grecia)          | Medalla de bronce | Florete individual  |
| 1995               | La Haya (Países Bajos)   | Medalla de oro    | Florete por equipos |